# シーヴァ・ネガー
シーヴァ・ネガー（Shiva Negar、1992年5月29日 - ）は、イラン系カナダ人の女優兼モデル。
映画『ロストジャーニー』脇役を経て、アクションスリラーの『アメリカン・アサシン』 、"Becoming Burlesque"、テレビ番組の『ヴァンパイア・ベビーシッター』、『ハートランド』、ハドソン＆レックス、『ブラッド&トレジャー 伝説の秘宝』といった作品に出演してきた。

## 経歴
イランで生まれ、トルコとカナダで育った。幼少期から、ピアノとギターのリサイタルや、歌唱コンテストなどに参加してきた。高校では、学校等での演劇に参加し、演技への情熱を次のレベルに引き上げることを決心する。
その後、ヨーク大学で心理学の学位を取得して卒業し、イベント管理とマーケティングの大学院プログラムを修了。